# آلة تيار ثلاثي الأطوار
آلة تيار ثلاثي الأطوار  هي آلة تحول طاقة الحركة إلى تيار ثلاثي الأطوار (طاقة كهربائية) ، أو آلة تحول التيار الثلاثي الأطوار إلى حركة ميكانيكية. فتلك الآلة يمكن استخدامها كمولد كهربائي أو كمحرك كهربائي.
فإذا أمددنا الآلة بطاقة حركة (من سد مائي مثلا) فإن ملفاتها ومغناطيساتها تحول طاقة الحركة إلى تيار كهربائي، في تلك الحالة فهي مولد كهربائي . أما إذا أمددنا الآلة بتيار ثلاثي الأطوار فهي تحوله إلى طاقة ميكانيكية وتسمى الآلة في تلك الحالة محرك كهربائي.
يسمى محرك تيار ثلاثي الأطوار أيضا محرك كهربائي يعمل بتيار ثلاثي الأطوار.

## مبدأ عملها

شكل 1:تتابع الجهود في نظام ثلاثي الأطوار.

شكل 2:ثلاثة ملفات تشكل نظام ثلاثي الأطوار ،موزعة في هيئة دائرة بحيث تكون الزاوية بين كل اثنين من الملفات 120 درجة.

هذا النوع من التيار الكهربائي، وهو يسمى أحيانا تيار دوراني، يسير في ثلاثة أسلاك وكل منها له دورته الخاصة كتيار متردد، منزاح زمنيا بالنسبة للتيارين الآخرين بما يعادل زاوية 120° قبله وبعده.
فعندما نوصل ثلاثة ملفات، كل ملف منها موصول بأحد تلك الأطوار للجهد ينشأ مجالا مغناطيسيا في كل ملف، ويكون تغيره الزمني متوافقا مع التغير الزمني للجهد الكهربائي ويكون في نفس الوقت منزاحا عن المجالين المغناطيسيين الناشئين في الملفين الآخرين بمقدار 1/3 دورة.
فإذا رتبنا تلك الثلاثة ملفات في دائرة يتكون من المجالات المغناطيسية الناشئة في الثلاثة ملفات مجالا مغناطيسيا متجمعا، ويكون بنفس الشدة ولكن اتجاهه يتغير بنفس تردد التيارات الدورانية.
أي أن المجال المغناطيسي المتجمع يدور بنفس سرعة التردد. فإذا كان تردد التيار ثلاثي الأطوار
50 دورة في الثانية (50 هيرتز) فإن محصلة المجال المغناطيسي المتجمعة تدور أيضا بمعدل 50 دورة في الثانية، أي ما يعادل 3000 دورة في الدقيقة حول نفسه.
فإذا وضعنا في وسط هذا المجال المغناطيسي الدوار قطعة معدنية مغناطيسية، وقد تكون مثلا قضيب مغناطيسي أو قطعة من الحديد موصولة بمحور فإنها تدور ويدور المحور معها. هذا العضو الداخلي يسمى العضو الدوار.

## أنواعها
تختلف الآلات المصصمة على هذا المبدأ من وجهة تحسين الأداء ومناسبتها للشغل والاستخدام. ويأتي توزيع الملفات في الآلة في المرتبة الأولى واستخدام قلبا من الحديد في العضو الدوار بغرض تقوية المجال المغناطيسي.

### آلة تزامن
نظرا لدوران الدوار بنفس دوران المجال المغناطيسي للعضو الساكن تسمى تلك الآلة «آلة تيار ثلاثي الأطوار تزامنية» Synchron machine.

### آلة تيار ثلاثي الأطوار غير تزامنية
يتكون العنصر الدوار في الآلة الغير تزامنية Asynchron machine من ملفات سلكية. وبسبب التغير المستمر للمجال المغناطيسي الناشيء في العضو الساكن ينشأ في ملفات العضو الدوار تيارا بالحث وكذلك مجالا مغناطيسيا معكوسا في اتجاهه لاتجاه مجال العضو الساكن. وبتفاعل المجالين ينشأ عزم دوران على العضو الدوار. وبدوران المجال المغناطيسي المتجمع في العضو الساكن فيسحب معه العضو الدوار ويديره بسبب القوي المؤثرة بينهما.
بالتالي تكون سرعة دوران العضو الدوار أقل قليلا من دوران المجال المغناطيسي للعضو الساكن (يسمى ذلك انزلاق). وإذا دار العضو الدوار بنفس سرعة دوران المجال المغناطيسي الناشيء في العضو الساكن فلا يحدت حث، وبالتالي يصبح عزم الدوران مساويا للصفر.
ويمكن استبدال ملفات العضو الدوار في الحالة البسيطة بقطعة معدنية قابلة للمغناطيسية، قد تكون من الحديد أو من مادة أخرى ذات مغناطيسية حديدية. وفي الواقع يمكن استخدام علبة صفيح فارغة ونغرس في وسطها طوليا محور. فتعوض العلبة عن ملفات العضو الدوار وتقوم بعمله.

### عكس اتجاه الدوران
لكي نعكس اتجاه دوران الآلة فلا بد من مبادلة الأسلاك الوصلة إلى العضو الساكن، ويكفي تبديل سلكين من الثلاثة: على سبيل المثال تبادل السلكين L1 و L3.

### توزيع ملفات العضو الساكن
يمكن زيادة فاعلية الثلاثة ملفات بزيادة عددها بحيث يكون لكل ملف نظير مقابلا له (عند نصف دورة) . فعندما يوصل كل اثنين متقابلين منهم بالتيار ثلاثي الأطوار بالتردد
f , فلا يحدث تغير في عدد الدورات في الدقيقة. أما إذا وصل عدد من أزواج الملفات متتالية بكل سلك من الأسلاك الثلاثة الحاملة للتيار ذو ثلاثة أطوار ووزعت بالتساوي على دائرة العضو الثابت، فيحدث انخفاضا في عدد الدورات n للمجال المغناطيسي للعضو الساكن - وهذا الاتخفاض يكون بحسب عدد أزواج الأقطاب p المستخدمة
وتطبق تلك الطريقة بغرض خفض سرعة دوران العضو الدوار ولضمان تحميله بحمل ثقيل مع أداء مستقر. أما إذا رغبنا في زيادة عدد دورات آلة ذات قطب واحد فيتم ذلك عن طريق زيادة تردد التيار أو تركيب ناقل حركة.
مثال:
محرك فيه أربعة أزواج ملفات موصولة على التوالي بأحد أطوار التيار وموزعة على دائرة الساكن. فإذا كان تردد التيار 50 هيرتز تكون سرعة الدوران N مساوية:
N = 50 Hz x 60 s/min : 4 = 3000 : 4 / min = 750 / min
عدد الدورات 750 دورة / الدقيقة.
هذا في حالة 4 أزواج أقطاب.

### قلب الحديد
تزداد كفاءة الآلة عندما تلف ملفات العضو الساكن وملفات العضو الدوار حول قلب من الحديد مناسب في هيكله. فإن قابيلية الحديد للمغنطة تقوي المجال المغناطيسي وبالتالي يزداد عزم الدوران.
ومن الناحية العملية فيصنع القلب ليسمن قطعة مصمته من الحديد وإنما من شرائح حديدية معزولة ومشكلة جنبا إلى جنب لتشكيل هيكلي العضو الثابت والعضو الدوار. هذا يخفض من القدرة الضائعة بسبب تيارات دوامية غير مرغوب فيها في قلب حديدي مصمت.
عند تصنيع قلب الدوار لمحرك غير تزامني يتم إجراء تجويفات طولية فيها ويصب فيها ألمونيوم بحيث يتشكل قفص من الألمونيوم على سطح القلب الحديدي، ويكون الألمونيوم موصل للتيار. وعند إجراء عملية صب الألمونيوم فيراعي بالتالي صب زعانف مروحة تقوم بتبريد المحرك عند تشغيله.

### الغطاء

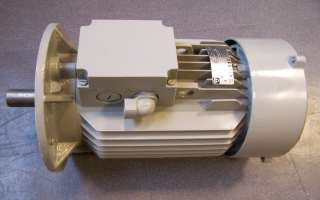
غطاء آلة تيار ثلاثي الأطوار غير تزامنية ، بقدرة 8 كيلوواط.

يعمل الغطاء على حفظ مكونات الآلة ولتثبيتها، ولتثبيت كرسيي تحميل المحور الدوار، ولتثبيت الأقطاب الكهربائية . وتثبيت الغطاء على قاعدة ثابتة يجعله ثابتا بالنسبة إلى التحميلات التي يقوم العضو الدوار بإدارتها.
وبالنسبة إلى المحركات الكبيرة فيلزم تبريدها، ولذلك يزود الغطاء المعدني عند صبه بشرائح طولية تعمل على تسريب حرارته إلى الهواء.

## اقرأ أيضا
- تيار ثلاثي الأطوار
- آلة كهربائية
- محرك كهربائي
- السيرفو